# Зебжидовские
Зебжидовские (Зебржидовские, пол. Zebrzydowski) — польский дворянский род герба Радван.
Восходит к XIII в.
- Андрей Зебжидовский[пол.] (1496—1560), епископ Краковский, был жестоким врагом всех иноверцев.
- Николай Зебжидовский (1553—1620) — воевода сандомирский, известен как один из вожаков рокоша (бунта), поднятого против короля Сигизмунда III в 1606 г., вскоре после смерти великого канцлера Яна Замойского. Единственный сын польного гетмана коронного Флориана Зебжидовского (ум. 1562).

Род Зебжидовских внесен в род. книги дворян Царства Польского.